# Octomeria saundersiana
Octomeria saundersiana är en orkidéart som beskrevs av Heinrich Gustav Reichenbach. Octomeria saundersiana ingår i släktet Octomeria och familjen orkidéer. Inga underarter finns listade i Catalogue of Life.